# Абелев, Юда Мордухович
Ю́да Мо́рдухович А́белев (также Юрий Матвеевич и Юрий Мордухович, первоначально и в документах Юда-Лейб (Юде-Лев) Мордухович Абелев; 1897, Рогачёв, Могилёвская губерния — 1971, Москва) — советский инженер-строитель, учёный. Один из создателей нового направления в фундаментостроении — строительства на просадочных лёссовых грунтах. Лауреат Сталинской премии (1948).

## Биография
Юда-Лейб (Юде-Лев) Мордухович Абелев родился в 1897 году в Рогачёве (ныне Гомельская область, Беларусь) в семье резчика печатей Мордуха Мовшевича Абелева (1870—?), уроженца Рогачёва, и Соры Ицковны Хина (1873—1909), родом из Журавичей. Вскоре семья переехала в Гомель, где его мать умерла в 1909 году от скоротечной чахотки. После окончания гимназии в Гомеле (1919) и инженерно-строительного факультета МВТУ имени Н. Э. Баумана (1929) по специальности «мосты и конструкции» работал во Всесоюзном институте оснований и сооружений ВИОС НКТП СССР (в 1956 году переименован в НИИ оснований и подземных сооружений). В 1934—1937 годах совместно с Н. М. Герсевановым разработал метод и принципы строительства на лёссовых грунтах, широко используемые как в СССР, так и в других странах. Был консультантом строительства Бобриковского химкомбината, заводов «Запорожсталь», Никопольского ЮТЗ, ВАЗ (Тольятти) и ряда других.
Умер 14 октября 1971 года после продолжительной болезни. Похоронен в Москве на Востряковском еврейском кладбище.

## Семья
Сын — доктор технических наук Марк Юрьевич Абелев (1935—2024). Дочери — Изабелла Юрьевна Абелева (род. 1938), педагог, детский психолог, логопед; Ирина Юрьевна Абелева (род. 1944), врач, кандидат медицинских наук.

## Награды и премии
- Сталинская премия второй степени   — за разработку и внедрение в практику новых методов строительства в условиях макропористых (лёссовидных) грунтов

## Монографии
- Практика строительства на лёссовидных грунтах по опыту Кузнецкстроя. М.—Л., 1934.
- Курс оснований и фундаментов (совместно с Ш. Ц. Воином). М.—Л., 1934.
- Методы исследования строительных свойств грунтов на месте постройки. М.: Всесоюзный научно-исследовательский институт по основаниям сооружений ВИОС НКТП СССР, 1935.
- Технические условия по проектированию и возведению промышленных и гражданских сооружений на лёссовидных (макропористых) грунтах. М.: Всесоюзный научно-исследовательский институт по основаниям сооружений ВИОС НКТП СССР, 1936.
- Возведение зданий и сооружений на насыпных грунтах (совместно с В. И. Крутовым). М., 1962.
- Основы проектирования и строительства на просадочных макропористых грунтах (с М. Ю. Аблевым). М.: Стройиздат, 1968.
- Строительство в СССР: 1917–1967 (с соавторами). М., 1967.
- Основы проектирования и строительства на просадочных макропористых грунтах (с М. Ю. Аблевым). 3-е изд.. М., 1979.